# Stallum

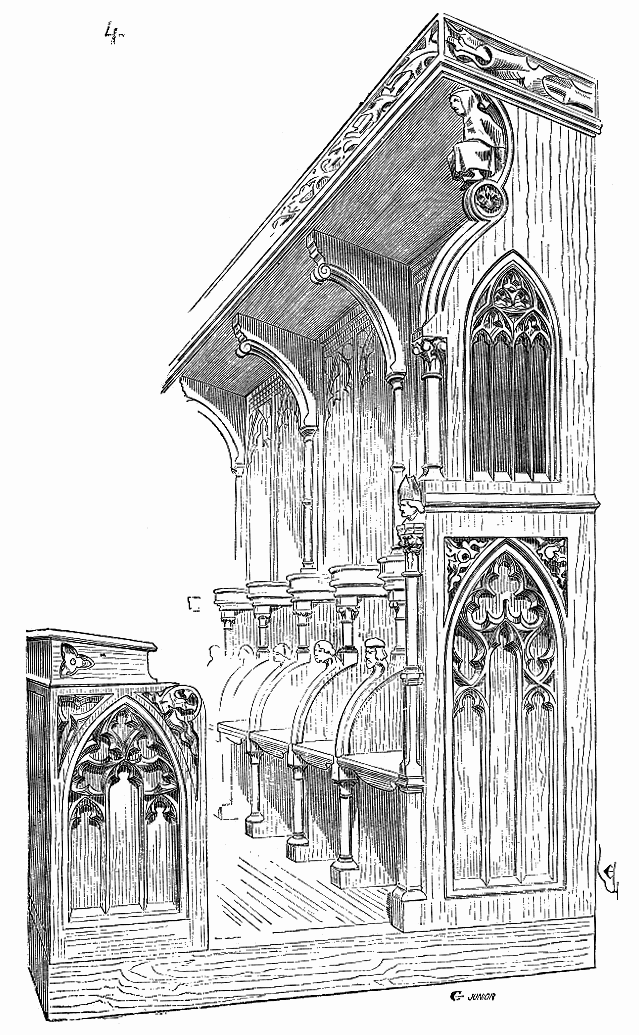
14. századi stallum. Anellau, Franciaország

A stallum vagy kóruspad (görög-latinból) a templomokban a szentély vagy a kórus két oldalán a papság illetve a kar elhelyezésére szolgáló ülőpadbútorzat. A pad üléseit magas háttámlához (dorsale) csatlakozó kartámasztók választják el. Felső részén koronázópárkány vagy baldachin. Az ülésekhez imazsámoly csatlakozik.

## Változatai
Lehet egy- vagy kétsoros, ha kétsoros, akkor az üléssorok lépcsőzetesen helyezkednek el.

## Története
A gótika korában vált általánossá. Legkorábbi emlékei poitiers-i és spliti székesegyházak román hagyományt őrző, átmeneti stílusú stallumai. Kiemelkedő emlékei az ulmi katedrális (1470 k., J. Syrlin munkája), az amiensi székesegyházé (1508 k.). Itáliában korán kialakult a reneszánsz típus. Firenzében általánossá vált az intarziával való díszítés.  A korai periódus emléke a perugiai dóm stalluma (1490), amely két mester, Giuliano da Maiano és Domenico del Tasso munkája. Jelentős a monte Oliveto Maggiore-i kolostor stalluma, melynek intarziadíszítését Giovanni da Verona készítette. Az intarziát a 16. században kiszorította a faragott díszítés (sienai katedrális, 1570).
A történelmi Magyarországról számos gótikus stallum maradt fenn. A két legjelentősebbet a Nemzeti Múzeum őrzi: a bártfait (1483) és a nyírbátorit (1511). A nyírbátori stallum az Itálián kívüli reneszánsz bútorművesség első alkotása. Ezt követi a zágrábi (1520), a gyulafehérvári és a miskolci avasi templom stalluma. 1600 körül délnémet hatás érezhető, ennek példája a körmöcbányai.

## Átvitt értelemben
Átvitt értelemben a stallum jelenti az egyházi méltóságot (elsősorban kanonokit), illetőleg az ezzel járó javadalmat.